# 离巢之歌
《离巢之歌》（日语：／）是由村野四郎作詞、岩河三郎作曲的合唱曲。制作于1965年。在1991年《启程的日子》（旅立ちの日に）创作出来之前，与《赠言》（贈る言葉）和《景仰尊师》（仰げば尊し）是中小学毕业式上经常被咏唱的歌曲之一。现在也是毕业式上必唱的歌，是岩河的合唱曲的代表乐曲。

## 伴奏
钢琴伴奏不仅仅有岩河作曲的 “普通版”，还有着儿童·学生能简单弹奏的“简易版”，共计两种。弹奏“普通版”在需要一定程度的技巧的同时，就像岩河其他的合唱曲中也能见到的一样，不单纯满足于伴奏领域的钢琴演奏的魄力是其特征之一。另一方面，“简易版”在演奏难度高的部分以及钢琴演奏突出的部分被重新编排，重点放在了作为合唱曲的演奏的容易度上。现在“普通版”被演奏的机会很少，市面上贩卖的乐谱基本上都是“简易版”。因此，年轻人很少有人知道“普通版”的存在。